# Race of Champions 2001
Race of Champions 2001 kördes på Kanarieöarna 2001.
- Plats:  Kanarieöarna
- Datum: 2001
- Segare:  Harri Rovanperä
- Segrare i Nations Cup:  Team Spain